# Slag bij Aquae Sextiae
De Slag bij Aquae Sextiae (Aix-en-Provence) vond plaats in 102 v.Chr. Na een reeks van Romeinse nederlagen (zie Slag bij Arausio), versloeg het Romeinse leger onder Gaius Marius uiteindelijk de Cimbren en de Teutonen.
Marius bezette een sterke positie op een zorgvuldig uitgezochte heuvel en verleidde de Teutonen met behulp van zijn cavalerie en lichte infanterie (waarvan de meesten geallieerde Liguriërs waren) om hem daar aan te vallen. De leidende groep van de Teutonen, de Ambronen, hapte toe en viel aan. Spoedig werden zij gevolgd door de rest van de misleide horde. Ondertussen had Marius een kleine Romeinse eenheid van 3000 man dichtbij verborgen. Op het hoogtepunt van de veldslag lanceerde hij deze strijdmacht in een verrassingsaanval op de achterhoede van de Teutonen, die in grote verwarring op de vlucht sloegen. In de hieropvolgende afslachting vonden 90.000 Teutonen de dood en werden er 20.000 gevangengenomen, inclusief hun koning Teutobod.
Plutarchus vermeldt in Marius 10, 5-6, dat tijdens de veldslag de Ambronen de strijdkreet "Ambrones!" aanhaalden; de Ligurische troepen in dienst van de Romeinen hoorden dit en kwamen tot de ontdekking dat deze identiek was aan een oude naam in hun land die de Liguriërs vaak gebruikten als zij over hun herkomst spraken ("οὕτως κατὰ γένος ὀνομάζουσι Λίγυες"), dus beantwoorden zij de strijdkreet, "Ambrones!". De gevangengenomen vrouwen pleegden massaal zelfmoord, hetgeen opgenomen werd in Romeinse legenden als voorbeeld van Germaans heldendom (vgl. Hiëronymus, brieven CXXIII.8, 409 n.Chr.):
Onder de voorwaarden voor overgave zouden driehonderd van hun getrouwde vrouwen overgedragen worden aan de Romeinen. Toen de Teutoonse matrones deze stipulatie ter ore kwam smeekten zij aan de consul om apart gezet te worden om dienaars te worden in de tempels van Ceres en Venus; en toen dit hun geweigerd werd en zij afgevoerd werden door de lictores, doodden zij hun kleine kinderen en de volgende morgen werden zij allen in elkaars armen dood aangetroffen, 's nachts hadden ze zichzelf gewurgd.